# Christophe Naudin
Pour les articles homonymes, voir Naudin.
Christophe Naudin, né le 22 décembre 1962 à Libourne, est un écrivain français spécialiste de la sûreté aérienne.

## Formation
Christophe Naudin est titulaire d'un doctorat de géographie (géopolitique école doctorale No 7) de l'université Paris IV Sorbonne.

## Activités professionnelles
Il est spécialiste de la sûreté aérienne, connaisseur dans le domaine de la fraude documentaire, fraudes identitaires et criminologue.
Il est aussi directeur de thèse à l'école des officiers de la gendarmerie nationale.

## Activités pédagogiques
Christophe Naudin enseigne les techniques de sûreté en école de police ainsi qu'au sein de la gendarmerie nationale. Il est spécialisé en imagerie radioscopique de sûreté (X ou millimétrique), détection de traces et contrôle documentaire.
En septembre 2005, 2006 et septembre 2007, il intervient « à l’université de la sécurité publique du peuple chinois (à Pékin) et à l’école supérieure de police criminelle de Shenyang pour une série d’entretiens, de conférences et de cours » en compagnie de Xavier Raufer, François Haut et Alain Bauer.
Il est membre permanent du General Advisory board (conseil éditorial) du journal Aviation Security International.
Il est attaché à l'université Paris II Panthéon Assas, au sein du DRMCC  (département de recherche sur les menaces criminelles contemporaines), fermé en 2015.

## Activités associatives
Christophe Naudin est le président de l'association (IN)JUSTICE qui a pour objet d'assister et d'aider les citoyens français ou européen sous main de justice étrangère dans le cas d'une détention arbitraire ou abusive[à vérifier].

## Sécurité et sûreté aérienne

### Tests opérationnels en sûreté
En se basant sur les expériences des Red-Team de l'administration américaine, il est le premier à conduire des tests de sûreté en 2003 et 2005 dans les aéroports français à la demande du député Charles de Courson (UDF).
En janvier 2012, Christophe Naudin a organisé un colloque à l'Assemblée nationale, sous le patronage de Thierry Mariani, ministre chargé des Transports, un colloque intitulé « forces et faiblesses de la sûreté aéroportuaire en France ».

### Survol des centrales nucléaires par des drones
Christophe Naudin a estimé que le survol des centrales nucléaires françaises par des drones en octobre 2014 ne présentait aucun danger réel, tant en termes d'atteinte aux structures des installations nucléaires qu'en termes de renseignement aérien. Opposé à Yannick Rousselet, chargé des questions nucléaires auprès de Greenpeace, il a exposé le fait que la charge de transport d'un drone était très faible et qu'elle ne permettait pas le transport d'une charge explosive significative susceptible de détruire une partie protégée d'une centrale nucléaire. Il a estimé que les survols de ces derniers jours étaient probablement le fait d'une organisation structurée et organisée, étant donné les besoins en coordination indispensables à la mise en place d'une telle opération, sans parler de moyens financiers non négligeables. En revanche, il a souligné le fait que les menaces liées aux drones offensifs était une préoccupation pour l'avenir proche et qu'il faudrait travailler sur ce sujet pour prendre en compte les moyens de défense à mettre en œuvre en détection (moyens radars), ainsi que de neutralisation en plein vol.

### Affaire dite Air Cocaïne
L'affaire « Air Cocaïne » a éclaté le 20 mars 2013 avec la découverte de 700 kg de cocaïne à bord d'un Falcon 50 s'apprêtant à décoller de Punta Cana en République dominicaine. En mai 2014, Christophe Naudin publie dans la presse professionnelle une lettre ouverte intitulée « J'accuse » adressée au président de la République dominicaine, Danilo Medina, lui reprochant de « ne pas intervenir et d'autoriser officiellement un déni de justice,. »
En juillet 2015, Christophe Naudin a témoigné au tribunal de Saint-Domingue comme expert en sûreté dans le cadre de la défense de Pascal Fauret et Bruno Odos dans cette affaire. À cette occasion, il a rappelé aux juges dominicains qu'il n'appartenait pas aux équipages de contrôler le contenu des bagages transportés dans le cadre d'un vol commercial conformément à la réglementation internationale. Les contrôles de sûreté ou des marchandises embarquées sont effectués par et sous la responsabilité des autorités du pays de l'escale ou par des prestataires qu'elles homologuent afin de leur confier la délégation de ce pouvoir de contrôle.
Le 28 octobre 2015, Christophe Naudin reconnaît avoir organisé la partie opérationnelle de l'exfiltration des deux pilotes de ligne, hors de République dominicaine. Il explique avoir pu compter sur l'appui d'« une dizaine » de personnes ayant participé à l'opération, « beaucoup d'anciens marins » et « quelques autres militaires » qui « viennent plutôt du corps de l'aéronautique ».
Le 22 novembre 2015, un mandat d'arrêt international est lancé par les autorités judiciaires dominicaines contre Christophe Naudin, Pierre Malinowski et le député européen Aymeric Chauprade pour leur participation présumée à l'évasion des deux pilotes français condamnés dans l'affaire. Le 4 février 2016, Christophe Naudin est arrêté en Égypte. Il est extradé vers la République dominicaine le 3 mars 2016 et placé en détention provisoire à Saint-Domingue le 10 mars. Le 3 mai 2016, son appel visant à contester son extradition est rejeté et sa détention provisoire en République dominicaine est prolongée malgré la violiation manifeste de ses droits par l'Etat dominicain comme l'a dénoncé le "Bloque Dominicano para los Derechos Humanos (BDDH).
Le 26 octobre 2017, l'accord conclu avec le parquet général est validé par le juge José Alejandro Vargas. Au terme de cet accord, Naudin est condamné à une peine de 5 ans de prison et à 33 000 dollars d'amende. Il est transféré en France le 16 février 2018 et hospitalisé dès son retour en raison de sa mauvaise condition physique à la suite de son incarcération de deux ans. Il est libéré le 12 mai 2018 pour raison de santé.
Dans son livre Air Cocaïne les dessous d'une mystification, Christophe Naudin décrit les conditions d'incarcération en République dominicaine subies par lui-même pendant deux ans et Pascal Fauret et Bruno Odos durant 3 ans. L'innocence des deux pilotes est reconnue par la Cour d'Appel spéciale d'Aix en Provence le 8 juillet 2021.

## Critiques à propos de son expertise sur l'usurpation d'identité
Christophe Naudin a été critiqué et mis en défaut dans plusieurs enquêtes à plusieurs reprises,, ainsi que par la journaliste Élise Lucet dans un reportage télévisé intitulé Cash Investigation : le business de la peur diffusé le 21 septembre 2015 sur France 2, à propos d'une étude du CREDOC parue en 2009 et financée par une société commerciale américaine de broyeur de documents affirmant que « plus de 210 000 personnes sont victimes d'une usurpation d'identité chaque année en France ».
L’Observatoire national de la délinquance et de la réponse pénale avait en effet répertorié, cette même année, 13 900 faits de fraude documentaire ou d’identité, quand la direction des affaires criminelles et des grâces répertoriait de son côté 11 627 condamnations, bien loin donc des 210 000 cas avancés par le Credoc.
Soutenant encore fermement ce chiffre et cette étude de 2009, Christophe Naudin reconnaît avoir perçu de l'argent de la part de cette société privée pour avoir participé à la méthodologie de l'enquête (2 000 euros par an). Il nie néanmoins un conflit d'intérêts.

## Publications

### Livres
- Alias, le nouvel empire des crimes d'identité, éditions La Table ronde, février 2005
- Sûreté aérienne, la grande illusion, éditions La Table ronde, mars 2007
- Histoire de l'identité individuelle - d'hier et de demain, éditions Ellipses, 2009
- Sûreté mode d'emploi. Tome 1 - De l'imagerie radioscopique à la détection de traces, tome 2 - De la connaissance théorique à la mise en pratique empirique, éditions Ellipses, 2011
- Identités criminelles, édition puf, 2015
- Air Cocaïne, les dessous d'une mystification, édition l'Archipel, 2021

### Articles
- Défense nationale no 3 : « Fausse identité, nouvelle menace stratégique ? » 2005
- Cahier de la sécurité no 6 - INHES, Cybercriminalité identitaire, septembre-décembre 2008
- Outre Terre no 23 : « Union pour la Méditerranée contre Al-Qaïda », 2009
- Défense nationale no 12 : « Identité et défense : vulnérabilité d'hier, atout stratégique de demain ? », novembre 2009
- Aviation Security International[34] volume 20 - issue 5, « Personnel view on aviation security », octobre 2014